# Alcalá del Júcar
Alcalá del Júcar község Spanyolországban, Albacete tartományban. Lakosainak száma 1117 fő (2024).

## Földrajza
Alcalá del Júcar Abengibre, Alatoz, Casas de Ves, Casas-Ibáñez, Alborea, Carcelén, La Recueja és Fuentealbilla községekkel határos.

## Népesség
A település lakosságának változását az alábbi diagram mutatja:
| Lakosok száma | 1480 | 1410 | 1386 | 1361 | 1350 | 1307 | 1217 | 1170 | 1153 | 1117 |
|               | 2001 | 2004 | 2006 | 2009 | 2011 | 2014 | 2016 | 2019 | 2021 | 2024 |